# هيرمان تسابف
هيرمان تسابف (بالألمانية: Hermann Zapf)‏ (و. 1918 – 2015 م) هو type designer، وخطاط، ومصمم جرافيك، وبروفيسور (أستاذ جامعي) من ألمانيا. ولد في نورنبيرغ.
توفي في دارمشتات.

## مناصب وهيئات
أدار جامعة دارمشتات للتكنولوجيا.

## جوائز
حصل على جوائز منها:
- وسام الجدارة من الدرجة الأولى صنف الاستحقاق من جمهورية ألمانيا الاتحادية (2010)
- وسام الجدارة من الدرجة الأولى صنف الاستحقاق من جمهورية ألمانيا الاتحادية.

## روابط خارجية
- هيرمان تسابف على موقع الموسوعة البريطانية (الإنجليزية)
- هيرمان تسابف على موقع مونزينجر (الألمانية)